# Libellula flavida
Libellula flavida is een libellensoort uit de familie van de korenbouten (Libellulidae), onderorde echte libellen (Anisoptera).
De wetenschappelijke naam Libellula flavida is voor het eerst geldig gepubliceerd in 1842 door Rambur.